# Lehlohonolo Seema
Lehlohonolo Simon Seema, né le 9 juin 1980 à Mafeteng, est un ancien footballeur international lésothien. Il jouait au poste de milieu de terrain avant de devenir entraîneur.